# Associazione Fascista Calcio Venezia 1937-1938
Questa pagina raccoglie i dati riguardanti l'Associazione Fascista Calcio Venezia nelle competizioni ufficiali della stagione 1937-1938.

## Rosa
| N. |                   | Ruolo | Calciatore           |
| -- | ----------------- | ----- | -------------------- |
|    | Italia (bandiera) | D     | Luigi Allemandi      |
|    | Italia (bandiera) | C     | Pietro Andrich       |
|    | Italia (bandiera) | A     | Deo Baldi            |
|    | Italia (bandiera) | A     | Fortunato Baldinotti |
|    | Italia (bandiera) | A     | Carlo Bianchi        |
|    | Italia (bandiera) | C     | Luciano Bottazzi     |
|    | Italia (bandiera) | D     | Paolo Canazza Ronzan |
|    | Italia (bandiera) | C     | Andrea Capitanio     |
|    | Italia (bandiera) | C     | Piero Castello       |
|    | Italia (bandiera) | D     | Oreste Chinol        |
|    | Italia (bandiera) | C     | Carlo Clerici        |
|    | Italia (bandiera) | A     | Alfredo Diotalevi    |
|    | Italia (bandiera) | A     | Mario Formenton      |
|    | Italia (bandiera) | A     | Alfredo Giuge        |

| N. |                   | Ruolo | Calciatore              |
| -- | ----------------- | ----- | ----------------------- |
|    | Italia (bandiera) | C     | Grossi                  |
|    | Italia (bandiera) | C     | Mirko Gruden            |
|    | Italia (bandiera) | P     | Giovanni Battista Maneo |
|    | Italia (bandiera) | C     | Lino Montesanto         |
|    | Italia (bandiera) | D     | Marino Nicolich         |
|    | Italia (bandiera) | P     | Novello                 |
|    | Italia (bandiera) | A     | Carlo Rosa              |
|    | Italia (bandiera) | A     | Italo Salvadori         |
|    | Italia (bandiera) | P     | Guglielmo Sgardi        |
|    | Italia (bandiera) | D     | Andrea Signoretto       |
|    | Italia (bandiera) | C     | Romolo Simonetti        |
|    | Italia (bandiera) | C     | Lorenzo Suber           |
|    | Italia (bandiera) | C     | Bruno Vale              |
|    | Italia (bandiera) | A     | Giovanni Vecchina       |

## Risultati

### Serie B

#### Girone di andata
| Arbitro: | Pirovano (Monza) |

|                                                     |           |                                      |
| Baldinotti 14’ Clerici 29’ Suber 33’ Baldi 41’, 57’ | Marcatori | 20’ Tabacchi 31’ Calzolai 44’ Fabbri |

| Modena 19 settembre 1937 2ª giornata | Modena           | 0 – 0 referto | Venezia | Stadio Cesare Marzari\| Arbitro: \| Gnocchini (Roma) \| |
| Arbitro:                             | Gnocchini (Roma) |               |         |                                                         |

| Arbitro: | Leoni (Milano) |

|              |           |  |
| Castello 65’ | Marcatori |  |

| Arbitro: | Carminati (Milano) |

|                               |           |              |
| Suber 36’, 60’ Baldinotti 90’ | Marcatori | 72’ Gastaldi |

| Arbitro: | Gianelli (Genova) |

|                       |           |           |
| Uneddu 7’, ?’ Ussello | Marcatori | Simonetti |

| Arbitro: | Moretti (Genova) |

|             |           |  |
| Bianchi 18’ | Marcatori |  |

| Arbitro: | Bertolio (Torino) |

|              |           |  |
| Giaretta 49’ | Marcatori |  |

| Arbitro: | Forni (Trento) |

|          |           |  |
| Rosa 26’ | Marcatori |  |

| Arbitro: | Ceccherini (Como) |

|            |           |            |
| Coscia 13’ | Marcatori | 60’ Gruden |

| Arbitro: | Pirovano (Monza) |

|                     |           |  |
| Baldi 18’ Suber 80’ | Marcatori |  |

| Arbitro: | Leoni (Milano) |

|               |           |  |
| Ghiglione 40’ | Marcatori |  |

| Arbitro: | Tonnelli (Roma) |

|                              |           |            |
| Ponzinibbio Bertoni 44’, 74’ | Marcatori | 47’ Chinol |

| Arbitro: | Salvatori (Roma) |

|                          |           |                    |
| Simonetti Chinol ?’, 72’ | Marcatori | 90’ (rig.) Svageli |

| Arbitro: | Mazzarini (Roma) |

|              |           |       |
| Corbelli 87’ | Marcatori | Baldi |

| Arbitro: | Mastellari (Bologna) |

|          |           |  |
| Vale 57’ | Marcatori |  |

| Arbitro: | Soliani (Genova) |

|  |           |                          |
|  | Marcatori | 24’ Suber 74’ Bianchi II |

| 23 gennaio 1938 17ª giornata |  | – Turno di riposo |  |  |

#### Girone di ritorno
| Arbitro: | Biancone (Roma) |

|              |           |            |
| Cattaneo 51’ | Marcatori | 73’ Grossi |

| Arbitro: | Curradi (Firenze) |

|           |           |                                       |
| Suber 35’ | Marcatori | 45’ (aut.) Gruden 53’, 86’ Del Grosso |

| Arbitro: | Bevilacqua (Viareggio) |

|                                  |           |  |
| Lombardi 22’, 35’ De Rosalia 60’ | Marcatori |  |

| Arbitro: | Gamba (Napoli) |

|                    |           |                                                  |
| Viani 27’ Villotti | Marcatori | 4’ Bianchi 41’ Simonetti 75’ Diotalevi 87’ Baldi |

| Arbitro: | Forni (Trento) |

|                                                     |           |  |
| Griffanti 16’ (aut.) Suber 44’ (rig.) Diotalevi 81’ | Marcatori |  |

| Arbitro: | Curradi (Firenze) |

|                       |           |               |
| Signoretto 52’ (aut.) | Marcatori | 42’ Diotalevi |

| Arbitro: | Mastellari (Bologna) |

|                       |           |           |
| Diotalevi 2’, 44’, ?’ | Marcatori | 87’ Orzan |

| Arbitro: | Dellarole (Vercelli) |

|                   |           |           |
| Moroni 19’ (rig.) | Marcatori | 55’ Suber |

| Arbitro: | Scorzoni (Bologna) |

|               |           |                            |
| Diotalevi 20’ | Marcatori | 12’ Torti 36’, 49’ Robotti |

| Verona 3 aprile 1938 27ª giornata | Verona               | 0 – 0 referto | Venezia | Stadio Comunale Bentegodi\| Arbitro: \| Ciamberlini (Genova) \| |
| Arbitro:                          | Ciamberlini (Genova) |               |         |                                                                 |

| Arbitro: | Pirovano (Monza) |

|               |           |                                |
| Simonetti 40’ | Marcatori | 35’, 78’ Imberti 43’ Ghiglione |

| Arbitro: | Mastellari (Bologna) |

|                                  |           |                              |
| Formenton 55’ Diotalevi 60’, 64’ | Marcatori | 8’, 36’ Faccenda 86’ Bertoni |

| Arbitro: | Ronzio (Roma) |

|                                               |           |                |
| Alberico 19’, 66’ Brossi 25’, 60’ Svageli 26’ | Marcatori | 50’ Baldinotti |

| Arbitro: | Barbieri (Genova) |

|  |           |                 |
|  | Marcatori | 44’, 82’ Varoli |

| Arbitro: | Soliani (Genova) |

|                           |           |                                                 |
| Cavagnini 57’ Bergamaschi | Marcatori | 7’, 72’ (rig.) Formenton 30’ Diotalevi Castello |

| Arbitro: | Fuhrmann (Omegna) |

|                   |           |                       |
| Formenton 8’, 34’ | Marcatori | 6’ Melato 60’ Rampini |

| 29 maggio 1938 34ª giornata |  | – Turno di riposo |  |  |

### Coppa Italia
| Arbitro: | Sinico (Verona) |

|                         |           |            |
| Rosa 42’, 46’ Suber 66’ | Marcatori | 53’ Miotto |

| Arbitro: | Bertolio (Torino) |

|                       |           |                     |
| Baldinotti Chinol 62’ | Marcatori | 69’ (rig.) Trevisan |

| Arbitro: | Ceccherini (Como) |

|               |           |                |
| Simonetti 72’ | Marcatori | 23’ Fornasaris |

| Arbitro: | Bevilacqua (Viareggio) |

|                          |           |            |
| Guidi 17’ Fornasaris 78’ | Marcatori | 89’ Chinol |

## Statistiche

### Statistiche di squadra
| Competizione | Punti | In casa | In casa | In casa | In casa | In casa | In casa | In trasferta | In trasferta | In trasferta | In trasferta | In trasferta | In trasferta | Totale | Totale | Totale | Totale | Totale | Totale | DR |
| Competizione | Punti | G       | V       | N       | P       | Gf      | Gs      | G            | V            | N            | P            | Gf           | Gs           | G      | V      | N      | P      | Gf     | Gs     | DR |
| ------------ | ----- | ------- | ------- | ------- | ------- | ------- | ------- | ------------ | ------------ | ------------ | ------------ | ------------ | ------------ | ------ | ------ | ------ | ------ | ------ | ------ | -- |
| Serie B      | 35    | 16      | 10      | 2       | 4       | 31      | 22      | 16           | 3            | 7            | 6            | 18           | 25           | 32     | 13     | 9      | 10     | 49     | 47     | +2 |
| Coppa Italia |       | 3       | 2       | 1       | 0       | 6       | 3       | 1            | 0            | 0            | 1            | 1            | 2            | 4      | 2      | 1      | 1      | 7      | 5      | +2 |
| Totale       |       | -       | -       | -       | -       | -       | -       | -            | -            | -            | -            | -            | -            | -      | -      | -      | -      | -      | -      | -  |

### Statistiche dei giocatori
| Giocatore     | Serie B  | Serie B | Coppa Italia | Coppa Italia | Totale   | Totale |
| Giocatore     | Presenze | Reti    | Presenze     | Reti         | Presenze | Reti   |
| ------------- | -------- | ------- | ------------ | ------------ | -------- | ------ |
| L. Allemandi  | ?        | ?       | ?            | ?            | ?        | ?      |
| P. Andrich    | ?        | ?       | ?            | ?            | ?        | ?      |
| D. Baldi      | ?        | ?       | ?            | ?            | ?        | ?      |
| F. Baldinotti | ?        | ?       | ?            | ?            | ?        | ?      |
| C. Bianchi    | ?        | ?       | ?            | ?            | ?        | ?      |
| L. Bottazzi   | ?        | ?       | ?            | ?            | ?        | ?      |
| P. Canazza    | ?        | ?       | ?            | ?            | ?        | ?      |
| A. Capitanio  | ?        | ?       | ?            | ?            | ?        | ?      |
| P. Castello   | ?        | ?       | ?            | ?            | ?        | ?      |
| O. Chinol     | ?        | ?       | ?            | ?            | ?        | ?      |
| C. Clerici    | ?        | ?       | ?            | ?            | ?        | ?      |
| A. Diotalevi  | ?        | ?       | ?            | ?            | ?        | ?      |
| M. Formenton  | ?        | ?       | ?            | ?            | ?        | ?      |
| A. Giuge      | ?        | ?       | ?            | ?            | ?        | ?      |
| Grossi        | ?        | ?       | ?            | ?            | ?        | ?      |
| M. Gruden     | ?        | ?       | ?            | ?            | ?        | ?      |
| G.B. Maneo    | ?        | ?       | ?            | ?            | ?        | ?      |
| L. Montesanto | ?        | ?       | ?            | ?            | ?        | ?      |
| M. Nicolich   | ?        | ?       | ?            | ?            | ?        | ?      |
| Novello       | ?        | ?       | ?            | ?            | ?        | ?      |
| C. Rosa       | ?        | ?       | ?            | ?            | ?        | ?      |
| I. Salvadori  | ?        | ?       | ?            | ?            | ?        | ?      |
| G. Sgardi     | ?        | ?       | ?            | ?            | ?        | ?      |
| A. Signoretto | ?        | ?       | ?            | ?            | ?        | ?      |
| R. Simonetti  | ?        | ?       | ?            | ?            | ?        | ?      |
| L. Suber      | ?        | ?       | ?            | ?            | ?        | ?      |
| B. Vale       | ?        | ?       | ?            | ?            | ?        | ?      |
| G. Vecchina   | ?        | ?       | ?            | ?            | ?        | ?      |